# Walter Summers (Radsportler)
Walter „Wally“ Summers (* 12. Dezember 1914 in Ryhope; † 12. September 2007 in Albuquerque, New Mexico) war ein britischer und später US-amerikanischer Radrennfahrer.

## Biographie
Wally Summers war eine exotische Ausnahmeerscheinung im internationalen Bahnradsport. Von 1946 bis 1957 war er als Profi-Steher aktiv; er wurde mehrfach britischer Meister in dieser Disziplin. Dreimal startete er bei der Tour de Suisse, 1947 und 1949 gab er auf, 1948 wurde er 40. und Letzter. Dabei soll er hauptsächlich damit beschäftigt gewesen zu sein, Fotos zu machen: „Die Berge knipste er in der Regel nur von unten; oben war er zu erschöpft.“ 1946 startete er im Rennen der UCI-Straßen-Weltmeisterschaften, schied jedoch aus. 1947 nahm er an den Bahnradsport-Weltmeisterschaften in der Einerverfolgung teil und belegte den letzten Platz. In den 1940er Jahren fuhr Summers Räder der britischen Marke Claude Butler-Räder und war in Werbeanzeigen zu sehen.
In den 1950er Jahren lebte Summers einige Jahre in Südafrika, anschließend in Kanada. 1951 machte er gemeinsam mit den Radsportlern Steve Smith und Rick Coburn eine 4000 Meilen lange Fahrradtour nach Lappland, auf Royal-Enfield-Rädern, Modell Bullet-3, ausgestattet mit Reifen von John Bull Tyres. In den 1960er Jahren zog er in die Vereinigten Staaten, nahm die US-Staatsbürgerschaft an und fuhr dort weiter Steherrennen. Mit 59 Jahren startete er für die USA als ältester Teilnehmer bei den UCI-Bahn-Weltmeisterschaften 1974 in Montreal im Steherrennen der Profis. Der nach eigener Aussage „halbverruckte Engländer“ hatte sich bei brütender Hitze auf den Straßen von Arizona, wo er damals lebte, auf seine Teilnahme an den Rennen vorbereitet und sich auch nicht von mehreren Stürzen an der WM-Teilnahme abhalten lassen.
Im Alter von 68 Jahren stellte Summers auf der Nürnberger Radrennbahn im Reichelsdorfer Keller zehn US-amerikanische Steherrekorde über Distanzen von fünf bis 50 Kilometern auf. Bei diesen Rekorden sowie bei zahlreichen Steherrennen diente der Hürther Hans Grotegut, selbst ein ehemaliger Radrennfahrer, als sein Schrittmacher. Bis 2003 – er war inzwischen 89 – fuhr er Veteranen-Rennen, dann hatte er einen Autounfall und musste den Radsport endgültig aufgeben.
Walter Summers war der Vater des Schauspielers Neil Summers, auf dessen Vermittlung er in den 1990er Jahren kleinere Filmrollen übernahm, wie etwa in der Fernsehserie Lucky Luke.